# Amar Bharati
 (octobre 2023).
Pour les articles homonymes, voir Bharati.
Mahant Amar Bharati Ji est un sâdhu ou ascète indien connu pour avoir affirmé avoir gardé son bras droit levé pendant 50 ans en témoignage de sa dévotion à la divinité hindoue Shiva et en guise d'appel à la paix mondiale.

## Description
Bharati a travaillé comme employé à New Delhi jusqu'à ce qu'il quitte son emploi, sa famille et ses amis en 1970 afin de se dévouer à Shiva, l'une des principales divinités de l'hindouisme. Après avoir quitté son emploi, il se sentait toujours connecté à son ancienne vie et a levé le bras à partir de 1973 en signe de sa dévotion et « pour militer contre les guerres et soutenir la paix mondiale »,. Les deux premières années ont été marquées par de grandes souffrances, mais il a ensuite perdu toute sensation dans le bras. Les muscles de son bras se sont atrophiés pendant cette période,. Beaucoup de ses partisans se sont inspirés de ses actions, les qualifiant de « lueur d’espoir » et levant eux-mêmes les bras depuis des années.